# رینه
رِینه یکی از شهرهای استان مازندران ایران است. این شهر در بخش لاریجان شهرستان آمل قرار دارد. مردم رینه از قومیت طبری هستند و به زبان مازندرانیرینه نزدیک‌ترین شهر به قله دماوند است. شهر رینه در دوران باستان ورنه نامیده می‌شد.

لاریجان از سال ۱۳۱۶ به بخش ارتقا یافته و بخشداری لاریجان در رینه تأسیس شده و تا سال ۱۳۴۲ در آنجا مستقر بوده و به دلیل تأسیس جاده هراز به خاطر دسترسی بهتر اهالی لاریجان به اداره حاکمیتی، بخشداری این اداره به کنار جاده هراز انتقال یافته و در همان سال شهرداری رینه تأسیس و تاکنون هم در حال ادامه خدمات‌رسانی به شهروندان می‌باشد و از سال ۱۳۷۹ با تصویب طرح هادی‌شهر رینه، روستاهای گرنا و آبگرم جزو حوزه خدماتی شهر رینه قرار گرفتند. شهر رینه در کیلومتر ۷۹ جاده هراز از مسیر شهرستان آمل به تهران بالاتر از گزنک واقع گردیده و دارای کلانتری مستقل می‌باشد. کوهنوردانی که قصد صعود به قله دماوند از یال جنوبی را دارند نیز می‌بایستی از مسیر رینه رفت‌وآمد نمایند. از مناطق دیدنی و جالب توجه رینه می‌توان آبگرم لاریجان (در ۵ کیلومتری رینه با راه آسفالت) و دشت لاله را نام برد.
پادگان نظامی رینه که در ضلع غربی این شهر قرار داشت و در آخرین وضعیت یک گردان از لشکر ۲۳ تکاور در آنجا مستقر بودند که چند سال است نظامیان رفته و زمین‌های پادگان فروخته شده و اکنون خریداران در حال ساخت و ساز واحدهای مسکونی می‌باشند.
مهم‌ترین محصولات کشاورزی رینه سیب، گیلاس، آلبالو، گردو، زردآلو، آلو طلایی، فندوق، گلابی و… می‌باشد.

## جمعیت
بر اساس سرشماری سال ۱۳۹۵ جمعیت این شهر برابر با ۹۸۲ نفر جمعیت بوده‌است. مردم رینه به گویش آملی که گویشی از زبان مازندرانی است صحبت می‌کنند.

## تاریخچه

### وجه تسمیه
شهر رینه در گذشته ورنه نامیده می‌شد. در وندیداد از ورنهٔ چهارگوش و سرزمین چهاردهم، از بهترین جاها و سرزمین‌ها و محل تولد فریدون، دربند کنندهٔ ضحاک، نیز سخن به میان آمده‌است. ورنه با گذشت زمان به رینه تغییر نام داد. در فرهنگ عامه و ادبیات عامیانه برخی نام رینه را با ذکر داستانی به ریحانه، دختری صاحب خدم و حشم که در تفرج به صورت تصادفی در این سامان سکنی گزید، پیوند می‌زنند. تاریخ نویسان عهد قدیم مطالبی دربارهٔ لاریجان، از نظر سیاسی، اجتماعی و جغرافیایی بیان کرده‌اند. از جمله لاریجان یک از قدیمی‌ترین نواحی طبرستان است که قریه ورکه محل تولد فریدون و زندانی شدن ضحاک در آن واقع شده‌است. ابن اسفندیار (مورخ قرن ششم) در تاریخ طبرستان، فریدون را اهل روستای ورک لاریجان معرفی می‌کند.

### دوران باستان

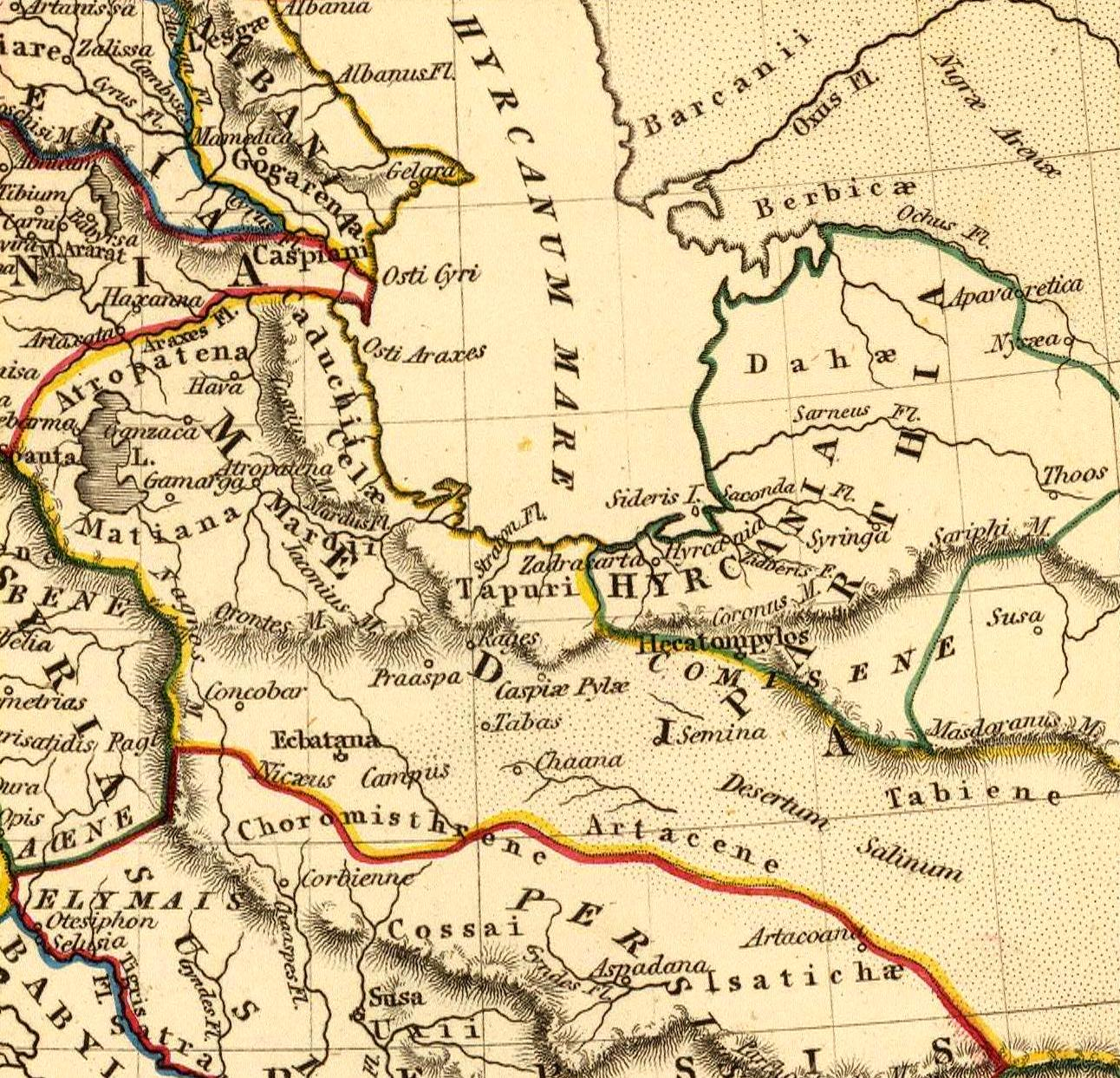
موقعیت تپورها در قرن دوم قبل از میلاد، از شرق سپیدرود تا اسرم هیرکانیا

استان مازندران پیش از اسلام تپورستان (به پهلوی: ) نامیده می‌شد که برگرفته از نام قوم تپوری (به یونانی: Τάπυροι) می‌باشد که پس از اسلام قوم طبری نام گرفتند و سرزمینشان طبرستان نامیده شد.
به اعتقاد مورخان آماردها نخستین سکنه باستانی مازندران بودند و آماردها از آمل تا تنکابن و تپورها از آمل تا گرگان سکونت داشتند. در عصر هخامنشی در کرانه جنوبی دریای مازندران اقوام، تپوری، آمارد، آناریاکه و کادوسی سکونت داشتند. مورخان آماردها را به مردمان داهه و سکایی و پارسی پیوند داده‌اند.
هرودوت از قبیله مارد (mardes) در کنار دائی‌ها (daens)، دروپیک‌ها (dropiques)، و ساگارتی‌ها (sagarties) به عنوان پارس‌های کوچنشین و صحراگرد یاد کرده‌است. پلینیوس مورخ یونانی محل آماردها را قسمت شرقی مارگانیا شناسایی کرده‌است. استرابون(۶۳ ق. م) قوم آمارد را در کنار اقوام تپوری، کادوسی و کرتی به عنوان اقوام کوهستان نشین شمال کشور یاد می‌کند. استرابو می‌نویسد: تمام مناطق این کشور به استثنای بخشی به سمت شمال که کوهستانی و ناهموار و سرد است و محل زندگی کوهنشینانی به نام کادوسی (Cadusii) و آماردی (Amardi) و تپوری (Tapyri) و کرتی (Cyrtii) و سایر مردمان دیگراست، حاصلخیز است.
به گفته واسیلی بارتلد تپوری‌ها در قسمت جنوب شرقی ولایت سکونت داشتند و در قید اطاعت هخامنشیان درآمده بودند و آماردها مغلوب اسکندر مقدونی و بعد مغلوب اشکانیان شدند و اشکانیان در قرن دوم ق. م. آنها را در حوالی ری سکونت دادند و اراضی سابق آماردها به تپوری‌ها اهدا شد و بطلمیوس در شرح دیلم یعنی قسمت شرقی گیلان در ساحل بحر خزر در آن زمان از تپوری‌ها نام می‌برد.به گفته یحیی ذکا در «کاروند کسروی» آورده‌است: آماردان یا ماردان، در زمان لشکر کشی اسکندر مقدونی به ایران، این تیره در مازندران نشیمن می‌داشتند و آن هنگام هنوز قبایل تپوران به آنجا نیامده بودند. به گفته مجتبی مینوی قوم آمارد و قوم تپوری در سرزمین مازندران می‌زیستند و تپوری‌ها در ناحیه کوهستانی مازندران و آماردها در ناحیه جلگه‌ای مازندران سکونت داشتند. در سال ۱۷۶ ق. م فرهاد اول اشکانی قوم آمارد را به ناحیه خوار کوچاند و تپوری‌ها تمام ناحیه مازندران را فرو گرفتند و تمام ولایت به اسم ایشان تپورستان نامیده شد.

## جاذبه‌ها
مهم‌ترین جاذبه‌های گردشگری و دیدنی رینه و نزدیک به رینه:
- قله دماوند
- امامزاده محمد طاهر
- آبگرم لاریجان
- آبشار سر آسیاب
- دخمه سنگی کافر کلی
- کوهستان پارک
- پارک شهر
- تکیه رینه
- دشت شقایق‌ها

## ادارات مهم دولتی
- - دفتر اسناد رسمی شماره ۱۷۰ رینه (سر دفتر: مصطفی جلالی)
- اداره ثبت اسناد و املاک لاریجان
- اداره برق لاریجان
- شهرداری رینه
- ارشاد اسلامی رینه
- اداره پست رینه
- کتابخانه عمومی شهر
- دانشگاه پیام نور واحد رینه لاریجان
- سازمان آب و فاضلاب رینه
- پایگاه بسیج امام موسی کاظم
- کلانتری ۱۴ رینه
- بانک ملی ایران
- فدراسیون کوهنوردی رینه
- مرکز مخابرات شهید غلامی
- مجمع خیرین شهر رینه
- هلال احمر شهر رینه
- مرکز بهداشت (بهداری) رینه

## شهرک‌ها
رینه دارای ۵ شهرک بزرگ می‌باشد.
- شهرک آرین
- شهرک صنعتی
- شهرک بهاران (نیروی زمینی ارتش جمهوری اسلامی ایران)

## آیین‌های سنتی رینه
- آیین کله سر
- آیین برف چال
- مراسم تعزیه‌خوانی
- مراسم عزاداری ماه محرم
- تیر ماه سیزه شو
- اربعین حسینی
- جشن بزرگ تیرگان